# Côle
Pour les articles ayant des titres homophones, voir Colle (homonymie), Khôlle et Khôl.
La Côle (en occitan Còla) est une rivière française du département de la Dordogne, affluent de la Dronne.

## Géographie
Elle prend sa source à près de 370 mètres d'altitude au nord du département sur la commune de Firbeix, trois kilomètres au sud-sud-est du bourg, près du lieu-dit le Châtenet.
À Mialet, elle est arrêtée par le barrage de Miallet [sic], haut de 20 mètres et large de 323 mètres mis en service en 1993 ; celui-ci forme un plan d'eau de 77 hectares pour un volume maximal de 4,952 millions de m3, la retenue de Miallet qui sert au soutien d'étiage et est classée espace naturel sensible,.
Elle arrose ensuite Saint-Jean-de-Côle, Saint-Pierre-de-Côle et La Chapelle-Faucher avant de confluer en rive gauche de la Dronne, en limite des communes de Brantôme et Condat-sur-Trincou, trois kilomètres à l'est du bourg de Brantôme, près du lieu-dit les Gourdoux, à 106 mètres d'altitude.
Avec une longueur de 51,5 km, la Côle est le deuxième affluent le plus long de la Dronne, après la Lizonne.

### Affluents

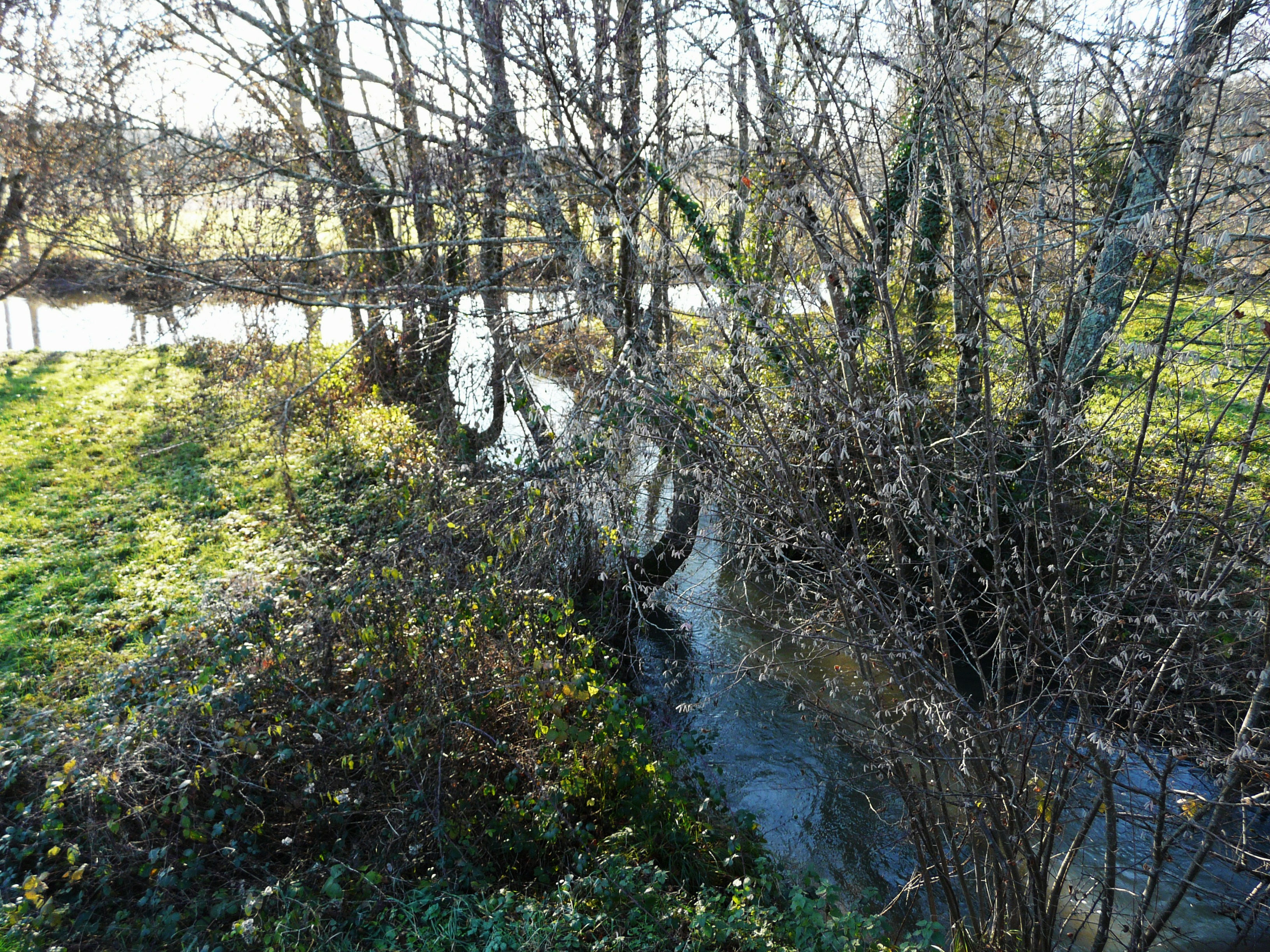
Confluent de la Côle (au fond de gauche vers la droite) et du Trincou.

Sur ses 6 affluents contributeurs référencés, les quatre principaux sont :
- le Coly (ou ruisseau de Lavaud) (rd) ;
- le Touroulet (ou ruisseau de la Pouyade) (rg) ;
- la Queue d'Âne (ou ruisseau de la Queue d’Âne) (rd) ;
- le Trincou (rd).

N.B. : (rd) = affluent rive droite ; (rg) = affluent rive gauche

### Départements, communes et cantons traversés
La Côle traverse 1 département, 11 communes et 5 cantons.
- Dordogne
  - - dans l'ordre amont vers aval - Firbeix (source), La Coquille, Mialet, Saint-Jory-de-Chalais, Saint-Romain-et-Saint-Clément, Thiviers, Saint-Jean-de-Côle, Saint-Pierre-de-Côle, La Chapelle-Faucher, Condat-sur-Trincou (confluence), Brantôme (confluence).

## Hydrologie
Le 13 janvier 2004, la station hydrologique de Saint-Jean-de-Côle a enregistré un débit maximal journalier de 50 m3/s. Les données hydrologiques de la station de Saint-Jean-de-Côle sont accessibles en temps réel sur le site du Service de prévision des crues et d'hydrométrie du bassin de la Dordogne.

### Risque inondation
Un plan de prévention du risque inondation (PPRI) a été approuvé en 2014 pour dix-neuf communes riveraines de la Dronne, affectant ses rives ainsi que la partie aval de son affluent la Côle sur ses 1 700 derniers mètres.

## Toponymie
La Côle a donné son nom à deux communes qu'elle traverse Saint-Jean-de-Côle et Saint-Pierre-de-Côle, ainsi qu'à l'ancienne commune de Jumilhac-de-Cole, aujourd'hui rattachée à La Chapelle-Faucher.

## Histoire
Sur la carte de Cassini représentant la France entre 1756 et 1789, la rivière est identifiée sous le nom de Colle.

## Environnement
Le cours de la Côle, depuis le plan d'eau de Mialet jusqu'à sa confluence avec la Queue d'Âne au nord de Saint-Jean-de-Côle, ainsi qu'une partie du cours de ses trois affluents (le Coly, le Touroulet et la Queue d’Âne), représentent une zone naturelle d'intérêt écologique, faunistique et floristique (ZNIEFF) de type 1,.

## À voir

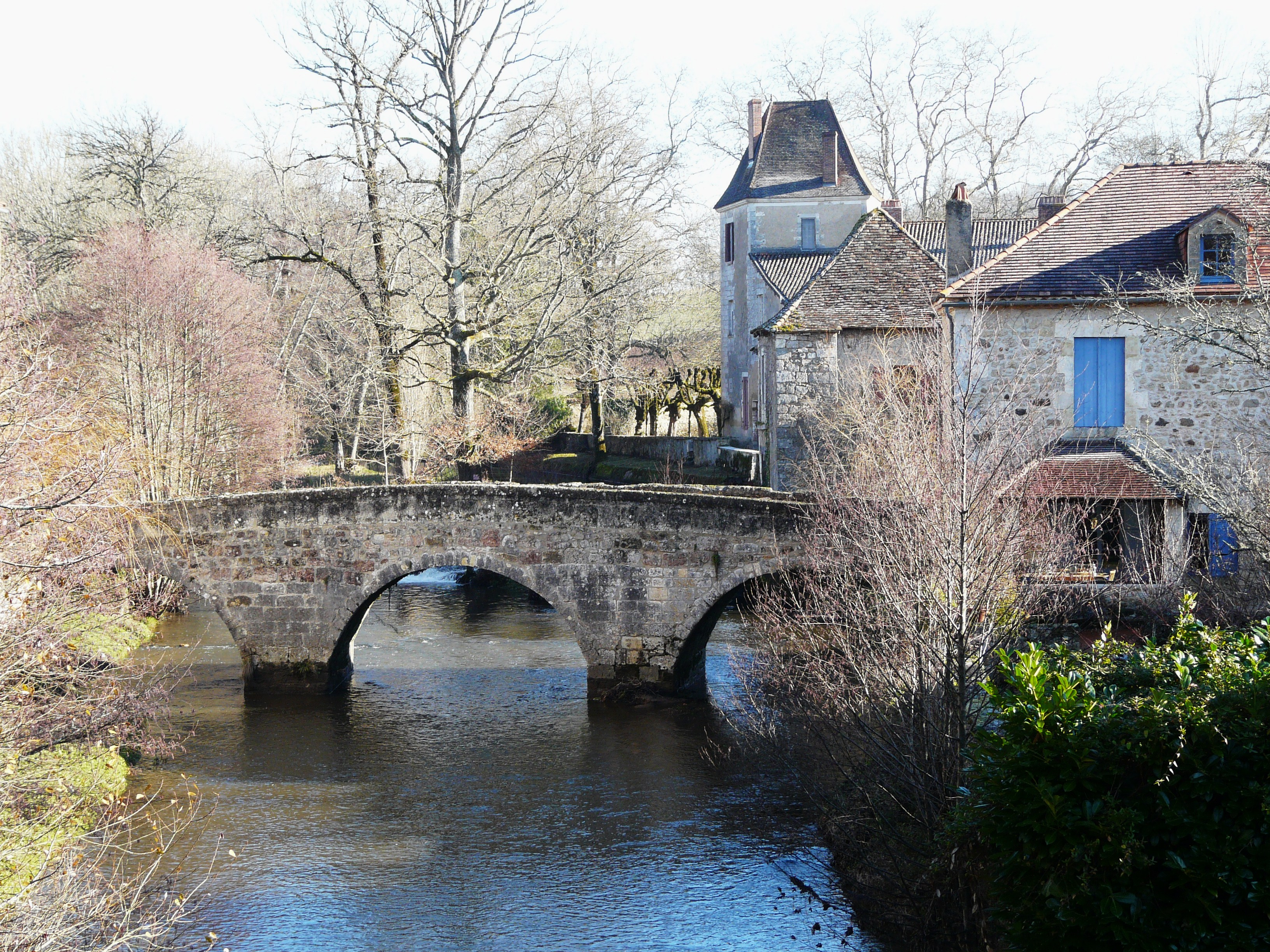
Le vieux pont sur la Côle à Saint-Jean-de-Côle.

- Saint-Jean-de-Côle, l'un des plus beaux villages de France :
  - le château de la Marthonye
  - l'ancien prieuré
  - l'église Saint-Jean Baptiste, ancienne abbatiale
  - le pont médiéval sur la Côle
- Saint-Pierre-de-Côle :
  - Les ruines du château de Bruzac
  - L'église Saint-Pierre-ès-Liens
  - La chapelle des Ladres
- La Chapelle-Faucher :
  - L'église Notre-Dame de l'Assomption
  - Le château de La Chapelle-Faucher